# Рашомонијада
Рашомонијада је појам који је добио назив по филму Акира Куросаве у коме више појединаца износи различит опис истог догађаја којем су присуствовали. Термин се употребљава када се жели нагласити утицај субјективног фактора на доживљај и опис догађаја којем присуствује већи број особа. Веома значајан фактор у процени личности клијената, нарочито оних који су у сукобу са законом који се налазе у судском процесу и сл.